# Berto Cayarga
Alberto Cayarga Fernández (ur. 17 września 1996 w Avilés) – hiszpański piłkarz, grający na pozycji napastnika. Zawodnik Deportivo La Coruña.